# Ennis-Perle
Die Ennis-Perle (CIIC 53)
ist eine 2,1 cm große ovale Perle aus Bernstein, in die eine Ogham-Inschrift eingeritzt ist. Die Perle stammt aus Ennis im County Clare, Irland. Sie wird in das 5. bis 7. Jahrhundert n. Chr. datiert.

## Herkunft
Über Generationen war die Ennis-Perle im Besitz der Familie O’Connor aus Ennis, die die Bernsteinperle als Amulett verwendete. Die vermeintlich magischen Eigenschaften des Bernsteins und die Eiform der Perle sollten im Zusammenwirken mit der in Ogham-Zeichen eingeritzten magischen Formel noch im 19. Jahrhundert bei Geburten helfen und Augenentzündungen heilen. Der letzte Besitzer aus der Familie O’Connor übergab das Amulett an seinen Vorgesetzten Finertey, der es schließlich an James H. Greaves, einen Juwelier aus Cork, verkaufte. Dann gelangte die Ennis-Perle in den Besitz von Lord Londesborough (1834–1900). Im Jahre 1888 wurde sie schließlich vom Britischen Museum in London angekauft und ist dort ausgestellt.

## Inschrift
Bereits 1840 fertigte der irische Altertumswissenschaftler John Windele (1801–1865) eine Zeichnung der Perle und eine Abzeichnung der Inschrift an. Die Inschrift umfasst etwa drei Viertel des Umfangs der Perle. Der irische Archäologe Robert Alexander Stewart Macalister (1870–1950) liest im Jahr 1898 von rechts nach links LMCBTM (vgl. Zeichnung). Zwei Zeichen sind seiner Ansicht nach nicht-oghamisch; er sieht jedoch auch die Möglichkeit von U-Ausprägungen. Wahrscheinlicher erscheint Macalister allerdings, dass das eine Zeichen ein B mit einem daraus herausgehenden versehentlichen Kratzer ist und es sich bei dem anderen Zeichen lediglich um eine Verzierung handelt. Fast 50 Jahre später liest Macalister, allerdings wiederum mit Vorbehalt, die Ogham-Inschrift ATUCMLU (jetzt Lesung von links nach rechts). Die Buchstaben ergeben kein Wort des früheren Irisch. Insofern vermutet er eine geheime magische Formel.

## Besonderheit
Die Ennis-Perle gehört zu den bis heute in der Ogham-Fachliteratur nur zwölf erwähnten seltenen Kleinfunden, also Funde, bei denen die Ogham-Zeichen nicht in Steinplatten und Steinsäulen (etwa 400), sondern in kleine Objekte (vorwiegend Alltagsgegenstände) eingeritzt sind. Davon wurden einschließlich der Ennis-Perle sechs in Irland entdeckt: die Ballyspellan-Fibel, der Ballinderry-Würfel, der Dublin-Castle-Kamm, die Kilgulbin-Hängeschüssel und der Tullycommon-Knochen.